# Амосов, Иван Афанасьевич
Ива́н Афана́сьевич Амо́сов (12 [24] ноября 1800, Архангельск — 1 [13] июня 1878, Санкт-Петербург) — русский кораблестроитель, строитель парусных и паровых кораблей Российского императорского флота, построил первый в России винтовой фрегат «Архимед», управляющий Охтинской верфью, член Адмиралтейств-совета, инженер-генерал Корпуса корабельных инженеров.

## Биография
Родился 12 ноября (по другим данным 12 декабря) 1800 года в Архангельске, в семье моряка подполковника Корпуса флотских штурманов Афанасия Петровича Амосова — младшего брата русских кораблестроителей Осипа Петровича и Ивана Петровича Амосовых.

### Ранние годы
18 (30) июня 1811 года Иван Амосов по рекомендации своего дяди корабельного мастера И. П. Амосова был определён в младший класс Училища корабельной архитектуры. Здесь Иван Амосов познакомился и подружился с Степаном Бурачеком. После окончания училища 23 августа (4 сентября) 1817 года они оба получили в качестве исключения, как отличники, чин XII-го класса Табели о рангах, произведены в тиммерманы и оставлены для преподавания в младших классах училища.
Вскоре Иван Амосов, по личному желанию и просьбе своего дяди И. П. Амосова, был направлен на Кронштадтскую верфь, где руководил в чине обученного тиммермана ремонтными работами на фрегатах, готовящихся к летней кампании, а позже принимал участие в строительстве новых кораблей и спуске их на воду. В 1820 году после очередной аттестации был представлен к назначению на должность помощника корабельного мастера с окладом 600 рублей. 1 (13) октября 1821 года Амосов был переименован в драфцманы. В 1823 году переведён в Главное адмиралтейство для руководства чертёжной мастерской, с 1824 года дополнительно заведовал классом юнг, готовящихся при адмиралтействе в помощники драфцманов.
С 1825 года Иван Амосов был помощником корабельного мастера И. В. Курепанова при достройке и спуске на воду 84-пушечного линейного корабля «Гангут», а затем в 1826—1827 годах принимал участие в строительстве 110-пушечного линейного корабля «Император Александр I» (главный строитель Г. С. Исаков) в Главном адмиралтействе. 22 декабря 1826 года (3 января 1827) переименован в подпоручики, созданного в том же году Корпуса корабельных инженеров.
10 (22) июня 1827 года был командирован в Англию для усовершенствования в кораблестроении. Побывал на частных и казённых верфях Лондона и Глазго, где ознакомился с опытом строительства паровых судов. 26 декабря 1828 года (7 января 1829) произведён в чин поручика. В 1829 году возвратился из Англии в Россию. 1 (13) января 1830 года произведён в штабс-капитаны Корпуса корабельных инженеров и командирован в Северо-Американские Соединенные Штаты для приёмки в Филадельфии 30-пушечного парусного корвета «Кенсингтон» (переименован в «Князь Варшавский»), который Россия закупила у американцев. Амосов изучил опыт американского судостроения и вернувшись в Санкт-Петербург представил в Морское министерство альбом зарисовок практически всех этапов строительства кораблей на американских верфях. 1 января 1831 года был произведён в чин капитана и «за полезные труды и представленные об иностранном судостроении» награждён орденом Святой Анны III степени.

### Управляющий Охтинской верфью

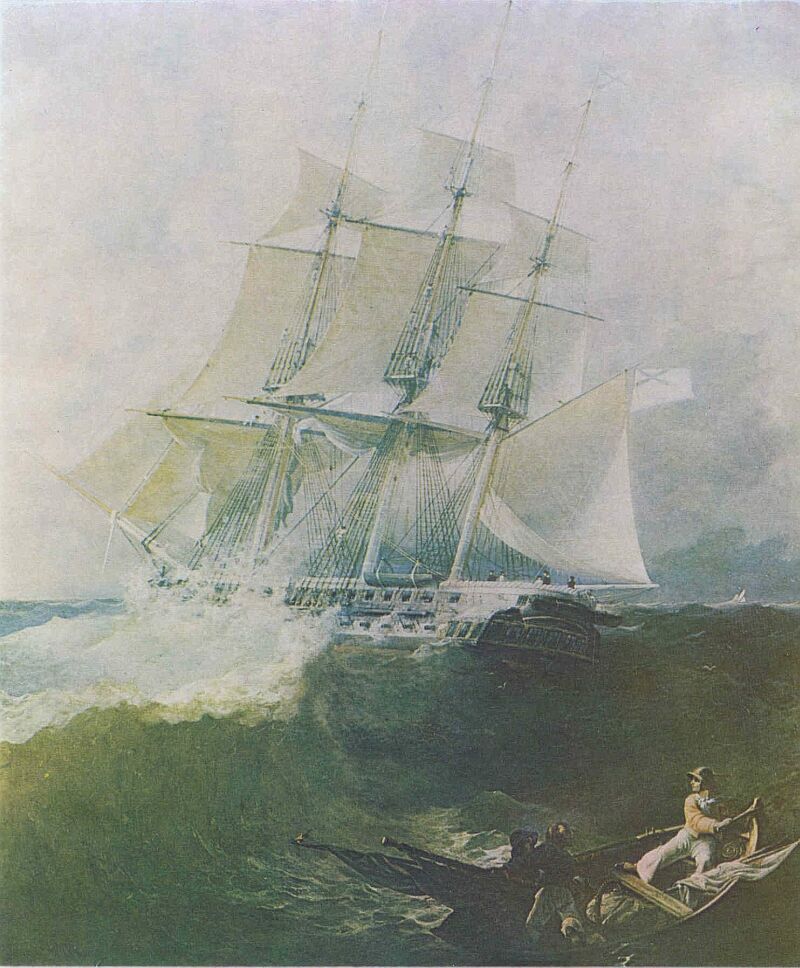
Борисполец П. Т. Фрегат «Аврора» во время бури. 1838

В 1831—1832 годах Амосов по собственному проекту строил 4-пушечный военный транспорт «Либава», а затем совместно с кораблестроителем К. А. Глазыриным спроектировал и построил в Главном Адмиралтействе 54-пушечный фрегат «Прозерпина» (спущен на воду 31 августа 1832 года). По личной просьбе капитан-лейтенанта П. С. Нахимова — командира корабля «Паллада», который строился на Охтинской верфи строителем В. Ф. Стокке, И. А. Амосов разработал по английскому образцу свой проект более безопасного порохового погреба — крюйт-камеры корабля.
В 1832 году Амосов был назначен управляющим Охтинской верфью в Санкт-Петербурге вместо В. Ф. Стокке. 6 (18) октября 1832 год заложил 74-пушечный линейный корабль «Фершампенуаз», который построил и спустил на воду 16 (28) ноября 1833 год. За постройку корабля был пожалован орденом Святого Владимира IV степени. 23 ноября (5 декабря) 1833 года заложил 56-пушечный фрегат «Аврора» (спущен на воду 27 июля (8 августа) 1835 года). В 1834 году построил 24-пушечный фрегат «Верность» и 12-пушечный фрегат «Отважность», совместно с В. Ф. Стокке строил пароход «Мирный». Был направлен в командировку в Архангельск для инспектирования верфей и обмена опытом.
4 (16) апреля 1835 года произведён в чин подполковника, 22 апреля того же года пожалован Высочайшим подарком. В 1835—1839 годах построил по собственному проекту 74-пушечный линейный корабль «Константин» и 24 пушечный фрегат «Успех». В 1841 году за постройку 74-пушечного линейного корабля «Выборг» (спущен на воду 30 июля (11 августа) 1841 года) награждён единовременно одной тысячью рублей. В 1843 году построил быстроходный 20-ти пушечный парусный бриг «Парис».
Строитель паровых кораблей
В начале 1840-х годов И. А. Амосов стал конструктором и строителем паровых кораблей. По его проектам на Охтинской верфи, помимо малых пароходов, таких как 32-сильный колёсный пароход «Сильный», были построены: в 1843 году колёсный пароходофрегат «Отважный» (300 л. с.), 400-сильные пароходофрегаты «Грозящий» (1844) и «Надежда» (1845). 26 января (7 февраля) 1844 года произведён в полковники Корпуса корабельных инженеров. В 1845 году построил и спустил на воду лоцманские суда «Сирена» и «Нептун».
8 (20) июля 1846 года был командирован в Англию для осмотра лучших судов с архимедовым винтом. В 1848 году построил первый в России 300-сильный винтовой фрегат «Архимед». В 1849 году спустил на воду небольшой 12-пушечный люгер «Ораниенбаум», а в 1851 году завершил строительство пароходофрегата «Гремящий» в 400 л. с. 14 (26) июля 1852 года назначен членом Пароходного комитета. 10 (22) апреля 1853 года произведён в чин генерал-майора.
Будучи в 1860—1873 годах инспектором кораблестроительных работ Кронштадтского порта, Амосов сыграл большую роль в усилении боеспособности Балтийского флота, в улучшении мореходных качеств, вооружения и прочности кораблей. Многие из построенных Амосовым кораблей были образцом кораблестроительной техники того времени. 1 (13) января 1864 года произведён в чин генерал-лейтенанта. В 1867 году за 50 лет службы в офицерских чинах была пожалована аренда по 2000 рублей на 12 лет.
16 (28) апреля 1872 года произведён в чин инженер-генерала, 1 (13) января 1873 года назначен членом Адмиралтейств-совета.
Умер Иван Афанасьевич 1 (13) июня 1878 года, похоронен в Санкт-Петербурге на Большеохтинском кладбище.

## Награды
Кораблестроитель Иван Афанасьевич Амосов был награждён многими орденами Российской империи:
- орден Святой Анны 3-й степени (8 (20) сентября 1831 года);
- орден Святого Владимира 4-й степени (4 (16) октября 1833 года);
- орден Святого Станислава 2-й степени (26 января (7 февраля) 1844 года);
- орден Святого Владимира 3-й степени (1855);
- орден Святого Станислава 1-й степени (1858);
- орден Святой Анны 1-й степени (1 (13) января 1865 года);
- орден Белого орла (1873);
- орден Святого Владимира 2-й степени (1874).

## Семья
Иван Афанасьевич Амосов был женат на Людмиле Ивановне Скабовской (1815—1872), дочери кораблестроителя Скабовского. В семье было три сына — Фёдор (1841—1905) ставший вице-адмиралом, Владимир (1842—1901) и Афанасий (1843—1902), дослужившиеся до чина генерал-майора.

## Память

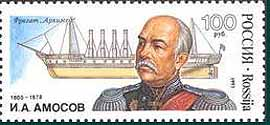
Почтовая марка России

- В Санкт-Петербурге на здании училища (Адмиралтейский проезд, дом 2), где обучался И. А. Амосов, установлена мемориальная доска с надписью «Здесь учился выдающийся корабельный инженер И. А. Амосов (1800—1878). Построил первый в России винтовой корабль-фрегат „Архимед“»[31].
- В 1993 году в России в серии «Русские кораблестроители. К 300-летию Российского флота» была выпущена почтовая марка, посвященная кораблестроителю Амосову[32].